# استلینه
استلینه که همچنین به عنوان استله شناخته می‌شود، نوعی پاستا با اندازه بسیار کوچک است.
استلین که از آرد گندم ساخته شده و در اکثر گونه‌های آن حاوی تخم مرغ نیز می‌باشد، در اندازه‌های مختلف تولید می‌شود و از شکل ستاره ای با سوراخ در مرکز مشخص می‌شود. استفاده از آنها در چندین فرهنگ لغت قرن ۱۹ ثبت شده است. مانند سایر انواع پاستینا، عمدتاً برای سوپ استفاده می‌شود و همچنین به عنوان مواد تشکیل دهنده در برخی از انواع سالاد استفاده می‌شود.
استلینه از آرد گندم تهیه شده و در بیشتر انواع آن حاوی تخم‌مرغ است، استلینه در اندازه‌های مختلف تولید می‌شود و به خاطر شکل ستاره‌ای خود که دارای یک سوراخ در مرکز است. استفاده از آن در چندین فرهنگ لغت قرن نوزدهم ثبت شده است. مانند سایر انواع پاستینا، عمدتاً برای سوپ‌ها استفاده می‌شود و همچنین به عنوان مواد اولیه در برخی انواع سالادها به کار می‌رود.